# Trogozytose

Bild: Auf elektronenmikroskopischen Aufnahmen des ADCC konnten PMN beobachtet werden, die sich durch fingerähnliche Membranausstülpungen ihrer Target-Zellen, eng an diese gebunden hatten.

Trogozytose (gr. „trogo“ = nagen) ist ein Aktivtransfer-Phänomen, bei dem Lymphozyten (B-, T- und NK-Zellen), die über immunologische Synapsen mit antigenpräsentierenden Zellen konjugieren, Oberflächenmoleküle von diesen aufnehmen. Die Trogozytose ist klar von der Phagozytose abzugrenzen.
Die Konjugation von B-, T- und NK-Zellen mit Target-Zellen, in vivo sowie in vitro, hat einen Transfer von Plasmamembranfragmenten von der präsentierenden Zelle (Target-Zelle) auf den Lymphozyten zur Folge. Sie wird speziell durch Antigen-Rezeptor-Signalling ausgelöst und könnte eine wichtige Rolle für die Induktion der Regulation der Immunantwort sowie möglicherweise für die Kontrolle anderer zellulärer Systeme spielen.
Trogozytose durch zytotoxische T-Lymphozyten trägt offenbar zur Selektion hoch affiner T-Zellen bei, indem präsentierte Antigene von dendritischen Zellen entfernt und auch zytotoxische T-Lymphozyten eliminiert werden. Letztes Phänomen ist wohl nicht physiologisch. Trogozytose könnte sich zuerst bei den primitivsten Organismen etabliert haben, um sich an anderen Zellen zu nähren.